# Яблочинский монастырь
Онуфриевский Яблочинский монастырь (пол. Monaster św. Onufrego w Jabłecznej) — ставропигиальный мужской монастырь Польской православной церкви, расположенный в селе Яблечна в Бельском повяте Люблинского воеводства, Польша.

## История
Основан в конце XV века. В XVII веке построена большая церковь, колокольня и монашеские кельи. По преданию, заложению монастыря предшествовало чудесное появление образа иконы св. Онуфрия над рекой Западный Буг. Монахи Яблочинского монастыря не приняли Брестскую унию, за что были записаны в дизуниты (религиозные диссиденты) и претерпевали гонения. Ситуация изменилась после разделов Речи Посполитой и создания Царства Польского. Монастырь стал финансироваться российскими властями и проводить политику русификации и возвращения униатов в лоно православной церкви. Возложенная властями задача осложнялась недостаточным уровнем богословского образования и тем, что большинство монахов не были этническими русскими.
В 1838—1840 годах трёхпрестольная церковь обнесена каменной стеной.
К 1914 году при Яблочинском монастыре действовали курсы чтецов, школа церковно-приходских учителей и трехлётняя сельскохозяйственная школа.
Во время Первой мировой войны постройки монастыря были уничтожены, а польские власти отобрали школьные здания и почти всю землю. Вторая мировая война также нанесла большой ущерб: в 1942 году на территории монастыря произошёл пожар.
В течение многих лет Яблочинский монастырь был единственным мужским православным монастырём в Польше. В монастыре хранятся древние иконы (св. Онуфрия XV века) и книги.
Яблочинский монастырь является местом пострига в монашество преподобного Алексия Карпаторусского, апостола Закарпатской Руси и возродителя православия среди русинов.
В 1974 году в монастырь были перенесены из Варшавы старшие классы духовной семинарии, восстановлена школа чтецов, создан приют для престарелых священников. Ежегодно происходит большое паломничество на праздник св. Онуфрия.
Наместниками монастыря были нынешний Митрополит Варшавский и всея Польши Савва (Грыцуняк), архиепископ Люблинский и Холмский Авель, трагически погибший в авиакатастрофе под Смоленском Архиепископ Гайновский Мирон (Ходаковский) и нынешний епископ Лодзинский и Познанский Афанасий.
В 1999 году монастырь получил статус ставропигиального. Ныне в монастыре подвизаются 9 монахов и 1 послушник. Имеется гостиница для паломников на 30 мест.

## Настоятели и наместники
- 1527 — игумен Кирилл (Манцевич)
- 1591—1595 — игумен Кассиан
- 1621—1633 — епископ Холмский Паисий (Черкавский) (или Черховский)
- ок. 1640—1677 — игумен Макарий (Корнилович)
- 1677-ок. 1694 — игумен Рафаил (Ильяшевич)
- ок. 1694 — ок. 1727 — игумен Гавриил (Райковский)
- ок. 1727 — ок. 1737 — игумен Сильвестр (Высоцкий)
- ок. 1737—1746 — игумен Лаврентий (Корнилович-Холава)
- 2 мая 1747 — 2 июля 1747 — игумен Иона (Василевский)
- 1747—1750 — игумен Спиридион (Филипович-Гриневецкий)
- 1750—1751 — игумен Кирилл
- 1751—1752 — игумен Антоний (Каменский) (также игумен монастыря в Дрогичине)
- февраль 1752 — октябрь 1752 — игумен Кирилл (снова)
- 1753—1768 — игумен Кассиан (Аравский)
- 1768—1770 — игумен Моисей (Нестерович)
- 1770 — иеромонах Иоанн
- 1770—1775 — игумен Спиридон (Филипович-Грыневецкий), снова, równolegle игумен monasteru św. Szymona w Brześciu
- 1775—1785 — игумен Кассиан (Аравский), снова
- 1785—1798 — игумен Гурий (Григорович)
- 1798—1803 — игумен Софроний (Новомлинский)
- 1803—1809 — игумен Евгений (Павлович)
- 1809—1832 — игумен Иосиф (Максимович-Морачевич)
- 1832 — ок. 1853 — архимандрит Иоанникий (Мосаковский)
- 1853—1858 — архимандрит Сергий
- 1858—1877 — архимандрит Анастасий (Голдаревский)
- 1877—1887 — архимандрит Наркис (Сильвестров)
- 1887—1896 — архимандрит Иоанникий
- 1896—1897 — иеромонах Иаков
- 1897—1903 — епископ Люблинский Герман (Иванов)
- 1903—1906 — архимандрит Аркадий (Вельможин)
- 1906—1907 — архимандрит Иосиф (Петровых)
- 1907—1914 — архимандрит Серафим (Остроумов)
- 1914—1922 — епископ Бельский Сергий (Королёв)
- 1922—1923 — и. о. иеромонах Нифонт (Медведев)
- 6 марта 1923 — 1 сентября 1923 — епископ Антоний (Марценко)
- 1 сентября 1923 — 30 августа 1924 — и. о. монах Горгоний (Мельник)
- 4 сентября — 1 октября 1924 (?) — и. о. монах Патрокл (Мазуренко)
- 1 октября 1924 — 23 ноября 1924 — монах Герман
- ? — марта 1925 — и. о. монах Василий
- 27 февраля 1925—1927 — монах Никита (Денисенко)
- 1927—1932 — архимандрит Алексий (Осташевский)
- 1932—1934 — архимандрит Игнатий (Озеров), наместник
- 1932—1937 — епископ Савва (Советов), номинальный глава
- 1937—1940 — архимандрит Митрофан (Гутовский)
- 1940—1946 — епископ Тимофей (Шрёттер), номинальный глава
- 1942—1946 — архимандрит Христофор (Кошч)
- 1946—1947 — митрополит Дионисий (Валединский), номинальный глава
- 1946—1947 — и. о. священник Николай Смольский
- 1947—1951 — епископ Михаил (Кедров)
- 1951—1954 — и. о. монах Димитрий (Марцинковский)
- 1954—1955 — и. о. монах Доримедонт (Смык)
- 1955—1970 — Евлогий (Горбовец)
- 1970—1979 — архимандрит Савва (Грыцуняк)
- 1979—1984 — архимандрит Мирон (Ходаковский)
- 1984—1987 — архимандрит Никон (Потапчук)
- 1987—1989 — архимандрит Авель (Поплавский)
- 1989—1990 — архимандрит Варсонофий (Дорошкевич)
- 1990—1996 — архимандрит Рафаил (Жук)
- 1996—1999 — архимандрит Паисий (Мартынюк)
- 1999—2007 — архимандрит Георгий (Паньковский)
- 2007—2017 — архимандрит Афанасий (Нос)
- 2017—2019 — и. о. игумен Макарий (Грынашкевич)
- 2019—н.в. — архимандрит Петр (Давидюк)